# 대사부
"대사부"는 한국에서 제작된 장삼 감독의 1978년 영화이다. 진성 등이 주연으로 출연하였고 서병직 등이 제작에 참여하였다.

## 출연

### 주연
- 진성
- 황정치
- 조영숙
- 나유

## 기타
- 조명: 손한수
- 녹음: 유창국
- 미술: 조경환